# Aanvankelijk lezen en spellen

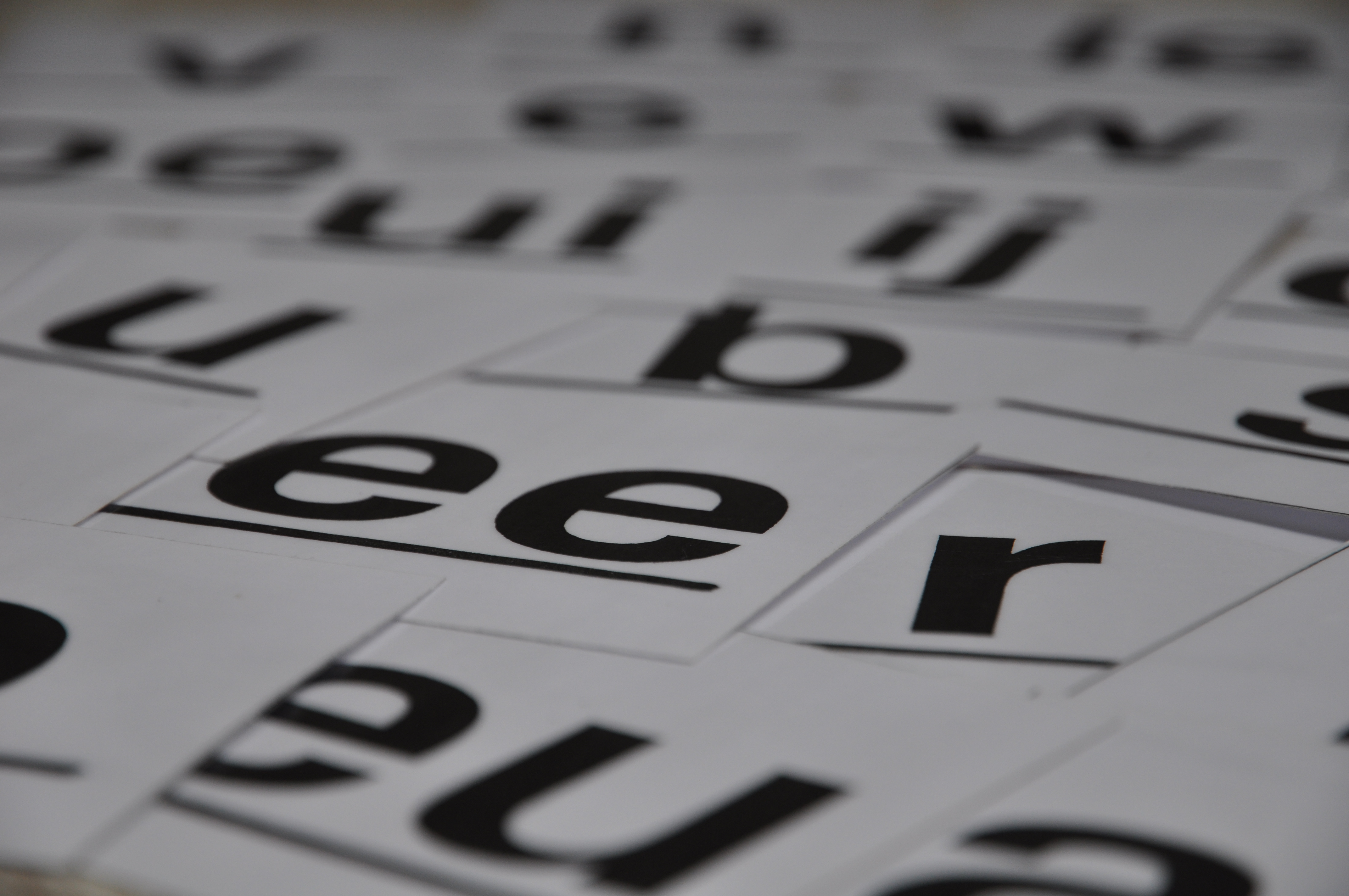
Letterkaartjes die gebruikt kunnen worden in de leesles in groep 3

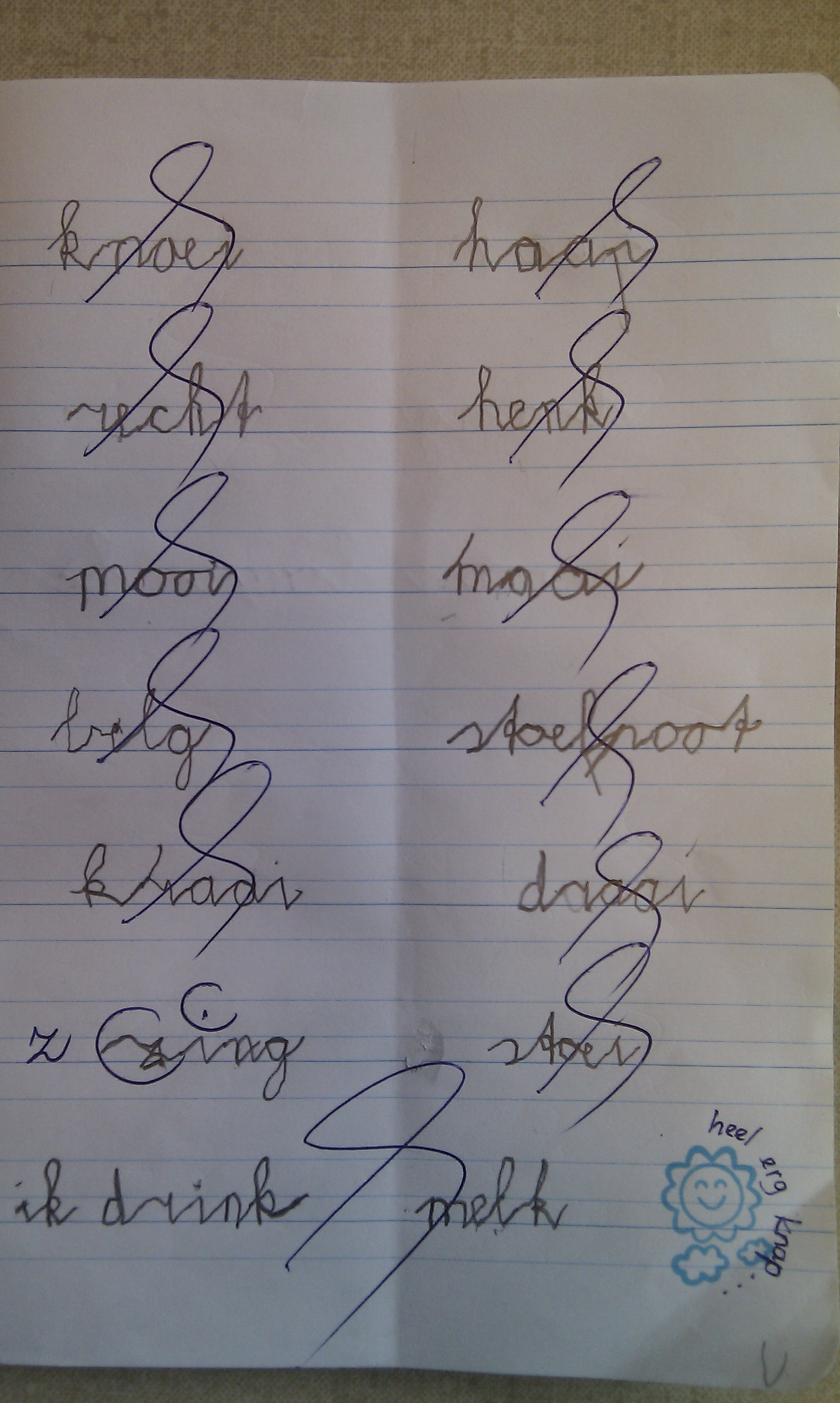
Dictee op het niveau van groep 3

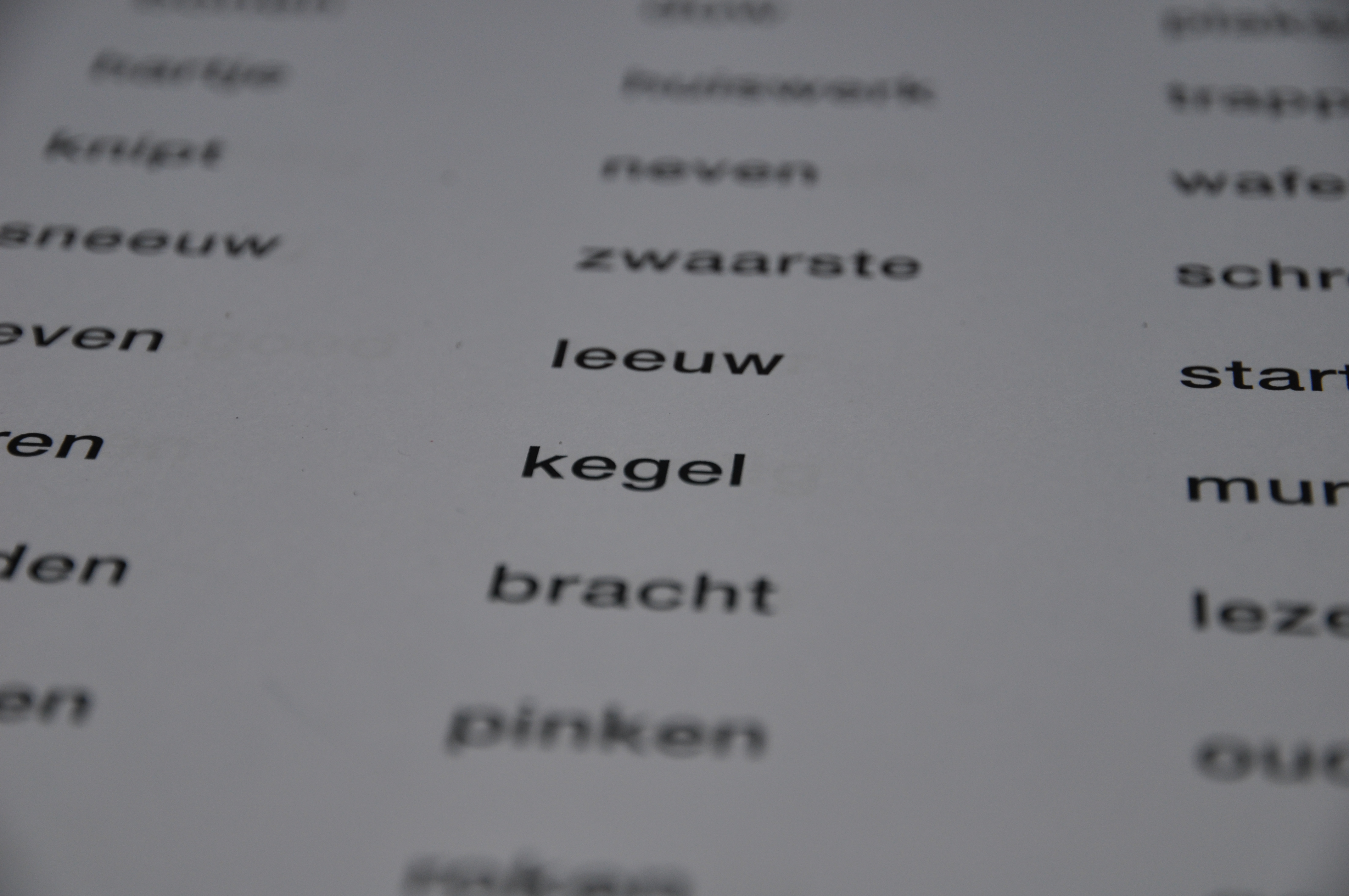
Woordrijtjes op het niveau van groep 3

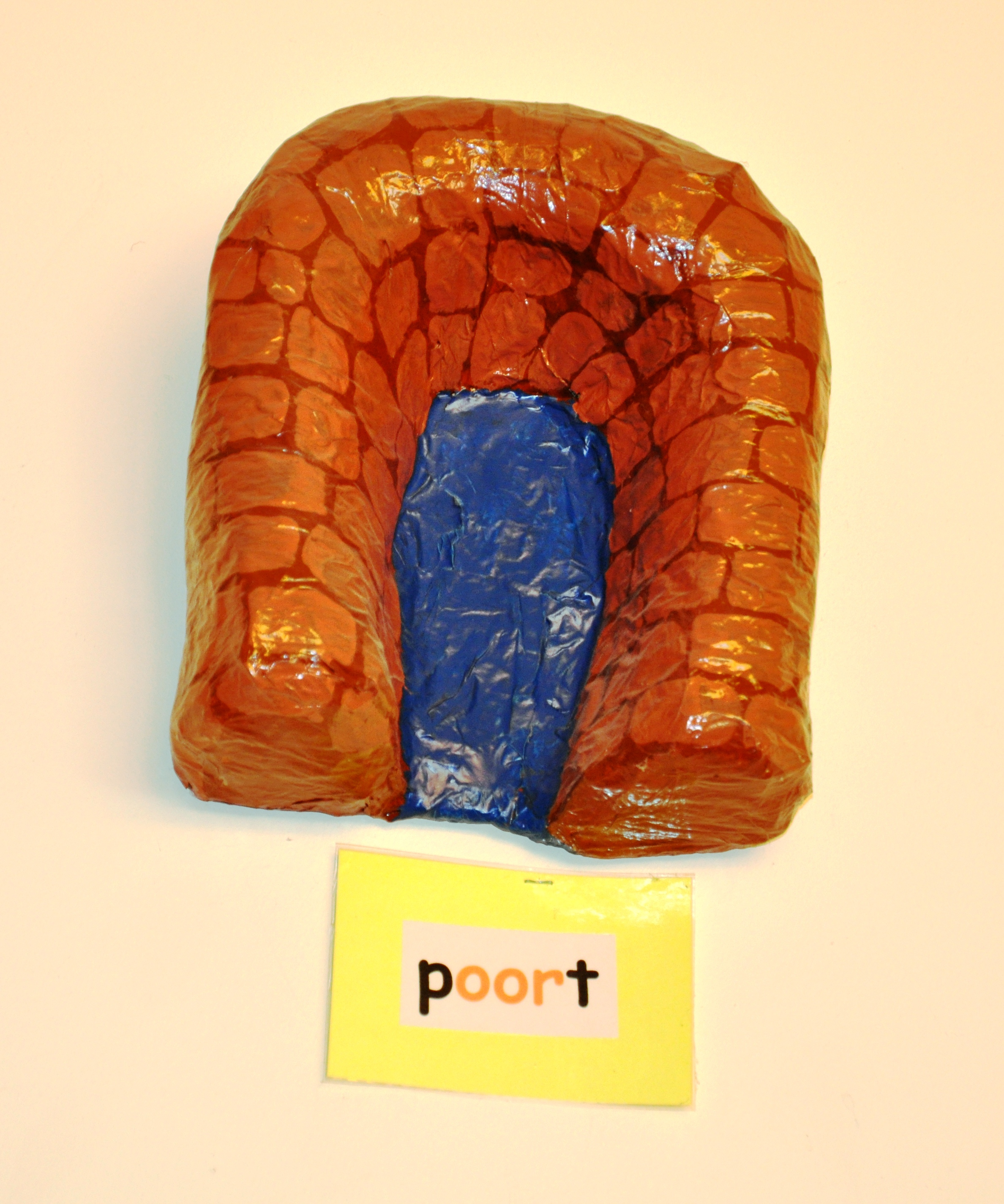
Visuele ondersteuning bij de fopletter

Aanvankelijk lezen en spellen is de didactische term voor de start van het aanleren van beide taalvaardigheden. In Nederland wordt hiermee in groep 3 van de basisschool begonnen, als de kinderen zes jaar oud zijn. In Vlaanderen start men in het eerste leerjaar van de lagere school. Door een andere indeling van het Vlaamse schooljaar zijn de kinderen er gemiddeld vier maanden jonger als ze met lezen en schrijven beginnen.

## Klankzuivere en niet-klankzuivere periode
Er zijn verschillende methodes die binnen de basisschool worden gebruikt voor het aanvankelijk lezen en spellen. Deze methodes maken meestal onderscheid tussen de klankzuivere en niet-klankzuivere periode. In de eerste maanden van het leesonderwijs ligt de nadruk sterk op het decoderen, het ontcijferen van de lettercode. Dit wordt het technisch lezen genoemd.

### Klankzuivere periode

#### Klanken
Er worden 34 klankzuivere klanken onderscheiden. Deze klanken zijn te verdelen in:
- medeklinkers: b, d, f, g, h, j, k, l, m, n, p, r, s, t, v, w, z
- klinkers, die weer onderverdeeld zijn in:
  - korte klanken: a, e, u, i, o
  - lange klanken: aa, ee, uu, oo
  - tweetekenklanken (ook wel: digrafen):
    - klinkers van twee verschillende tekens: ie, oe, eu
    - tweeklanken: ui, ei, ij, ou, au,

De letters c, q, x, y worden hier niet genoemd.

#### Woorden
Met de 34 klankzuivere klanken zijn veel klankzuivere woorden te maken. Deze woorden worden ingedeeld in:
- enkelvoudige klankzuivere woorden (huis, jaar, mis)
- meervoudige klankzuivere woorden (huismus, jaartal, mispoes)

De enkelvoudige klankzuivere woorden kunnen verdeeld worden in moeilijkheidsgraad door het aantal medeklinkers (m) voor en achter het zuivere klankdeel (k) te variëren:
1. ik; km
2. bok; mkm
3. ster / mast; mmkm / mkmm
4. pluist; mmkmm
5. spriet; mmmkm
6. streept; mmmkmm
7. herfst; mkmmmm
8. stompst; mmkmmmm

#### Zinnen en teksten
Wanneer enkele woorden gelezen kunnen worden is het zaak om deze zo snel mogelijk in betekenisvolle zinnen te laten gebruiken. Alleen dan wordt het nut van het lees-schrijfproces zichtbaar. Woorden die nog niet aan de orde zijn geweest kunnen vervangen worden door zogenoemde picto's (kleine simpele afbeeldingen).

### Niet-klankzuivere periode
Wanneer vlot klankzuivere zinnen en teksten gelezen kunnen worden kan begonnen worden met het introduceren van niet-klankzuivere woorden. Er kan niet meer worden uitgegaan van klanken. Er wordt juist gewezen op het feit dat woorden er anders uitzien dan ze klinken, of anders geschreven worden dan je ze hoort ('strand' klinkt als /strant/).
Combinatie van letters vormen samen een klankcluster die bijna altijd op een bepaalde manier uitgesproken en gelezen worden. Hierna volgen de klankclusters.
| Categorie          | Voorbeelden                             |
| ------------------ | --------------------------------------- |
| klankzuiver        | zeep, poes, stok, vliegtuig             |
| nk                 | bank                                    |
| ng                 | ring                                    |
| -cht               | wacht                                   |
| eer / oor / eur    | beer / voor / deur (zie ook: fopletter) |
| aai / ooi / oei    | papegaai / hooi / knoei                 |
| eeuw / ieuw        | sneeuw / nieuw                          |
| -d-t / -p-b        | paard / straat, kop / web               |
| -pje / -tje / -je  | boompje / stoeltje / rupsje             |
| ge- / be- / ver- / | gevaar / bedoel / vervoer               |
| tweeledige woorden | lopen / struiken / kisten / stappen     |

## Het leesproces
Bij het leren lezen zijn 4 informatieniveaus te herkennen, namelijk:
| Informatieniveau                 | Leesstrategieën                                       |
| -------------------------------- | ----------------------------------------------------- |
| Visueel niveau                   | 1. De elementaire leeshandeling                       |
| Visueel niveau                   | 2. Lezen met behulp van clusters en spellingspatronen |
| Visueel niveau                   | 3. lezen met behulp van visuele woordvorm             |
| Morfologisch niveau              | 4. lezen met behulp van morfologische analyse         |
| Semantisch en syntactisch niveau | 5. lezen met behulp van context                       |

### 1. Elementaire leeshandeling
De elementaire leeshandeling is eigenlijk de omgekeerde elementaire spelhandeling, de input en output zijn net omgekeerd. Deze leesstrategie wordt op veel basisscholen als eerste leesstrategie aangeleerd. Toch komt het voor dat kinderen leesstrategieën door elkaar gebruiken. Het ene woord leent zich dan ook beter voor het lezen met behulp van de visuele woordvorm dan de elementaire leeshandeling van het andere woord. Toch vormt de elementaire leeshandeling de basis van het leren lezen. Dit komt doordat de deelvaardigheden hierin op volgorde worden gebruikt die essentieel zijn voor het lezen van onbekende woorden. Hij ziet er als volgt uit:
| 1. Van links naar rechts fonemen aan grafemen koppelen. | 2. Auditieve synthese. | 3. Betekenis geven. |
| 1a. werken volgens de leesrichting                      |                        |                     |
| 1b. visuele analyse in grafemen                         |                        |                     |
| 1c. koppelen van foneem aan grafeem                     |                        |                     |
| 1d. fonemen op volgorde onthouden                       |                        |                     |

### 2. Lezen met behulp van clusters en spellingspatronen
Al vrij snel nadat het leren lezen is gestart met de elementaire leeshandeling zie je dat kinderen bepaalde lettercombinaties herkennen en zo tot een verkorting komen van de elementaire leeshandeling. Bijvoorbeeld /z/,/eep/, /zeep/. Dit lezen van behulp met clusters, lettercombinaties en spellingpatronen wordt ook wel de indirecte woordherkenning via visuele synthese genoemd. Deze strategie kan ook worden gebruikt bij niet- klankzuivere woorden. Clusters zijn combinaties van medeklinkers (bijv. str-), spellingpatronen zijn combinaties van zowel klinkers als medeklinkers (bijv. -open).

### 3. Lezen met behulp van visuele woordvorm
Deze leesstrategie is waarschijnlijk bij elk kind het eerste middel om de taal te leren kennen. Het is een mooi begin om aan de hand van op deze manier verworven woordenkennis de structuur van taal te leren kennen met de elementaire leeshandeling. Ook volwassenen gebruiken deze leesstrategie veelvuldig. De meeste woorden herkennen we in één keer, dit wordt ook wel directe woordherkenning genoemd en zorgt voor het vermogen tot het snel lezen van teksten. Een voorbeeld van een methode die met deze strategie werkt is de globaal methode uit de jaren 30, vandaar ook de nu nog gebruikte term ‘globaal woorden’.

### 4. Lezen met behulp van morfologische analyse
Deze leesstrategie is een groot hulpmiddel bij kinderen die moeite hebben met het lezen van langere woorden, bijvoorbeeld het woord gelopen. Het gaat er hier om dat het kind het stamwoord in het woord herkent. Het verschil met lezen met behulp van clusters en spellingpatronen is dat het hier gaat om delen in het woord die betekenis hebben. Het oefenen van deze leesstrategie kan worden gedaan met woorden rijtjes als deze:
| bevriend    | verhuizen |
| vriendelijk | verlaten  |
| vrienden    | vergeven  |

### 5. Lezen met behulp van context
Deze leesstrategie wordt voornamelijk gebruikt door gevorderde lezers. Omdat we de structuur van onze taal kennen, lezen we ook met hulp van deze kennis. Hierin ontluikt een radende lezer. Zo zouden we bijvoorbeeld niet zo snel ‘het huis de’ lezen. Ook weten we al vaak hoe een zin zal lopen omdat we de context kennen. Vaak herkennen we zo zelfs hele of halve zinnen in een keer.
Om te voorkomen dat kinderen blijven hangen in het spellend of radend lezen is het van belang dat deze leesstrategieën flexibel kunnen worden gebruikt.

### Deelvaardigheden
Bij al deze leesstrategieën zijn er een aantal deelvaardigheden bepalend voor de vorderingen van de lezer. Deze deelvaardigheden zijn een soort van handelingen die het kind voornamelijk in het hoofd uitvoert. Er bestaan ook testen om deze deelvaardigheden te toetsen. Als een kind moeilijkheden heeft met het lezen is het goed om na te gaan waar deze moeilijkheden liggen, vaak is dit te vinden aan de hand van de deelvaardigheden die zich ook weer uiten in de leesstrategieën. De meeste van deze deelvaardigheden worden geleerd tijdens het leren van de elementaire leeshandeling. Hieronder worden alle deelvaardigheden kort behandeld.

#### Auditieve vaardigheden
Auditieve objectivatieHier moet het kind kunnen letten op de klank en niet de betekenis van het woord.
Auditieve discriminatieHier moet het kind in staat zijn klanken of woorden te kunnen onderscheiden.
Auditieve analyseHier moet het kind een woord kunnen splitsen in de afzonderlijke klanken.
Auditieve syntheseHier moet het kind afzonderlijke klanken kunnen samenvoegen tot een woord.
Temporeel ordenenHier moet het kind in staat zijn de volgorde van de klanken in een woord te onthouden.
- Klankpositie bepalen: Hier moet het kind kunnen horen waar een bepaalde klank in een woord gehoord wordt.

#### Visuele vaardigheden
Visuele discriminatieHier moet het kind het verschil tussen letters en of woorden kunnen zien.
Visuele analyseHier moet het kind in staat zijn om losse letters in het woord te herkennen.
Visuele syntheseHier moet het kind losse letters kunnen samenvoegen tot een woord.
Spatieel ordenenHier moet het kind de letters in een woord op volgorde kunnen onthouden.
Letterpositie bepalenHier moet het kind kunnen aangeven wat de plaats van een letter in een woord is.

#### Taalvaardigheden
Kennis van begrippenHier moet het kind bepaalde instructiebegrippen kennen, zoals voor, achter, letter, woord, korter, rechts, links etc.
Al deze aspecten van de taalontwikkeling vallen binnen het metalinguïstisch bewustzijn.

#### Leesmethoden
Analytische / synthetische methodeNormaalwoorden met systematische aandacht voor analyse en synthese
GlobaalmethodeUitgangspunt: hele woorden of zinnen. Globaalwoorden worden eerst in hun geheel ingeprent. De analyse en synthese ontstaan spontaan of worden pas later aangeboden. Ongeschikt voor moeilijk lezende kinderen.
Globaliserende methodeGeënt op de globaalmethode, maar met meer structuur. De analyse wordt slechts langzaam aangeboden. Niet erg geschikt voor moeilijke lezers.
StructuurmethodeCombineert de globaalmethode en de analytische methode. Het start met globaalwoorden maar gaat snel over naar analyse van het woord in klanken of fonemen. Globaalwoorden heten ook wel structureerwoorden of sleutelwoorden.
Fonetische methodeInprenten van de klanktekenkoppeling gebeurt hier met motorische ondersteuning. Het klankenalfabet wordt in het eerste leerjaar steeds vaker gebruikt naast het reguliere methode voor aanvankelijk lezen.
Natuurlijk leren lezen methodeLeerlingen van natuurlijk leren lezen zijn veel afhankelijker van de kennis en de kunde van de leerkracht. Het grootste uitgangspunt is de eigen taal van het kind. Het onderscheid tussen programmatisch leesonderwijs en natuurlijk leren lezen is minder groot geworden.